# Aluminit
Aluminit je hidratizirani aluminijev sulfat s formulom Al2(SO4)(OH)4 • 7 H2O. Taj mineral je bijele je do svijetlo sive boje.

## Vanjske poveznice
- Homepage von Thomas Witzke - Aluminit, njem.
- Mineralienkabinett - Klasse 6: Sulfate, Wolframate und Molybdate, njem.